# Oonopidae
Los oonópidos (Oonopidae) es una familia de arañas araneomorfas que consta de 487 especies divididas en unos 72 géneros. Son arañas errantes de hábitos nocturnos. Son muy pequeñas y de color rosado y fácilmente confundible con ácaros. Se las encuentra en las casas y en la basura.

## Taxonomía
La ordenación en subfamilias sigue a Hallan:
- Gamasomorphinae

- Brignolia Dumitrescu - Georgescu, 1983 (Cuba, Yemen, Seychelles)
- Camptoscaphiella Caporiacco, 1934 (Bután, Nepal, China)
- Diblemma O. P.-Cambridge, 1908 (Seychelles, introducida en G.Bretaña)
- Dysderina Simon, 1891 (Centro y Sudamérica, África, Filipinas)
- Epectris Simon, 1893 (Sudeste de Asia)
- Gamasomorpha Karsch, 1881 (África, Australia, Asia, USA a Argentina, Hawái, Socotra))
- Grymeus Harvey, 1987 (Australia)
- Hytanis Simon, 1893 (Venezuela)
- Ischnothyrella Saaristo, 2001 (Seychelles)
- Ischnothyreus Simon, 1893 (Asia, USA a Panamá))
- Kapitia Forster, 1956 (Nueva Zelanda)
- Kijabe Berland, 1914 (África)
- Lionneta Benoit, 1979 (Seychelles)
- Lisna Saaristo, 2001 (Seychelles)
- Lucetia Dumitrescu & Georgescu, 1983 (Cuba, Venezuela)
- Marsupopaea Cooke, 1972 (Colombia)
- Matyotia Saaristo, 2001 (Seychelles)
- Myrmecoscaphiella Mello-Leitão, 1926 (Brasil)
- Myrmopopaea Reimoser, 1933 (Sumatra)
- Neoxyphinus Birabén, 1953 (Argentina, Guayana)
- Nephrochirus Simon, 1910 (Namibia)
- Opopaea Simon, 1891 (Australia, Américas, África, Asia, Isla de Pascua)
- Patri Saaristo, 2001 (Seychelles)
- Pelicinus Simon, 1891 (EUA, Seychelles)
- Plectoptilus Simon, 1905 (Java)
- Prida Saaristo, 2001 (Seychelles)
- Prodysderina Dumitrescu & Georgescu, 1987 (Venezuela, Antillas Menores)
- Pseudoscaphiella Simon, 1907 (Sur África)
- Pseudotriaeris Brignoli, 1974 (China, Japón)
- Scaphiella Simon, 1891 (EUA a Argentina, Hawái)
- Silhouettella Benoit, 1979 (Europa a Asia Central, Norte de África, Socotra, Seychelles)
- Triaeris Simon, 1891 (India, África, EUA a Venezuela, Indias Occidentales)
- Xyphinus Simon, 1893 (Malasia, Borneo, Singapur)
- Yumates Chamberlin, 1924 (México)

- Oonopinae Simon, 1890

- Anophthalmoonops Benoit, 1976 (Angola)
- Aprusia Simon, 1893 (Sri Lanka)
- Australoonops Hewitt, 1915 (Sudáfrica)
- Blanioonops Simon & Fage, 1922 (East África)
- Caecoonops Benoit, 1964 (Congo)
- Calculus Purcell, 1910 (Sudáfrica)
- Heteroonops Dalmas, 1916 (EUA a Panamá, West Indies, Seychelles, St. Helena)
- Hypnoonops Benoit, 1977 (Congo)
- Oonopinus Simon, 1893 (Europa, Panamá a Argentina, Seychelles, Hawái, Sierra Leona, Nueva Caledonia)
- Oonopoides Bryant, 1940 (Venezuela, México, Cuba)
- Oonops Templeton, 1835 (Europa, África, Américas, Tasmania)
- Orchestina Simon, 1882 (Asia, África, EUA, Europa, Tasmania)
- Simonoonops Harvey, 2002 (Venezuela)
- Socotroonops Saaristo - van Harten, 2002 (Socotra)
- Stenoonops Simon, 1891 (West Indies, Panamá a Venezuela)
- Sulsula Simon, 1882 (Namibia, Argelia, Egipto)
- Tapinesthis Simon, 1914 (Europa, introducida en EUA)
- Telchius Simon, 1893 (Argelia, Marruecos, Sudáfrica)
- Termitoonops Benoit, 1964 (Congo)
- Unicorn Platnick - Brescovit, 1995 (Sud África, Chile)
- Wanops Chamberlin - Ivie, 1938 (México)
- Xestaspis Simon, 1884 (África, Australia, Micronesia, Sri Lanka, Costa Rica)
- Xiombarg Brignoli, 1979 (Brasil, Argentina)
- Xyccarph Brignoli, 1978 (Brasil)
- Zyngoonops Benoit, 1977 (Congo)

- incertae sedis

- Aridella Saaristo, 2002 (Seychelles)
- Cousinea Saaristo, 2001 (Seychelles)
- Coxapopha Platnick, 2000 (Panamá, Brasil, Perú)
- Decuana Dumitrescu - Georgescu, 1987 (Venezuela)
- Dysderoides Fage, 1946 (Venezuela, India)
- Farqua Saaristo, 2001 (Islas Farquhar)
- Ferchestina Saaristo - Marusik, 2004 (Rusia)
- Khamisia Saaristo - van Harten, 2006 (Yemen)
- Megabulbus Saaristo, 2007 (Israel)
- Megaoonops Saaristo, 2007 (Israel)
- Ovobulbus Saaristo, 2007 (Egipto, Israel)
- Pescennina Simon, 1903 (Venezuela)
- Semibulbus Saaristo, 2007 (Israel)